# 1960年新加坡羽球公開賽
1960年新加坡羽毛球公開賽，為（早期）第1屆新加坡羽毛球公開賽。本屆賽事於1960年6月10日至6月12日在新加坡舉行。

## 優勝者
本屆各項目冠亞軍如下：
| 項目     | 冠軍                   | 亞軍          |
| -------- | ---------------------- | ------------- |
| 男子單打 | 黃紹銘                 | 邱英華        |
| 女子單打 | 陳玉美                 | 龍素琴        |
| 男子雙打 | 邱英華 徐波比          | 王保林 葉泉清 |
| 女子雙打 | 陳玉美 塞西莉婭·沙苗爾 | 洪南絲 王潔絲 |
| 混合雙打 | 王保林 王潔絲          | 徐波比 陳玉美 |